# Missouri Bootheel

Le Missouri Boothell en rouge

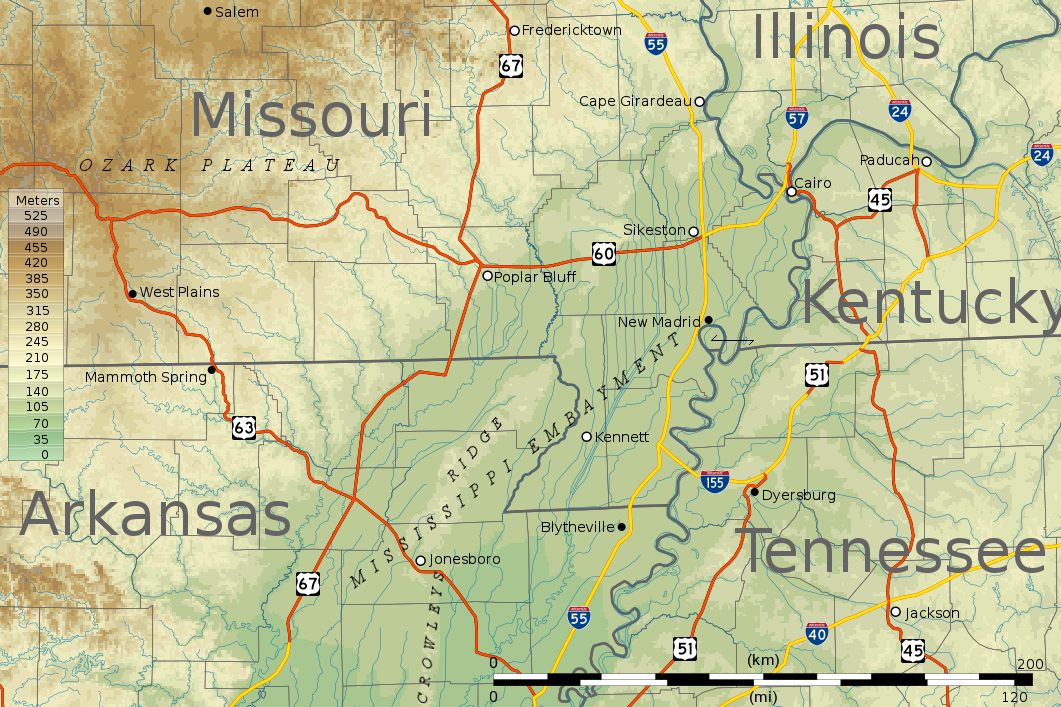
Carte topographique du bootheel et des régions avoisinantes du Missouri et des États voisins.

Le Missouri Bootheel (en français le « Talon de botte du Missouri ») est la partie la plus au sud-est de l'État américain du Missouri, s'étendant au sud du parallèle 36° 30′ de latitude nord. Il est ainsi appelé parce que sa forme par rapport au reste de l'État ressemble au talon d'une botte. Strictement parlant, il est composé des comtés de Dunklin, New Madrid et Pemiscot. Cependant, le terme est utilisé localement pour désigner l'ensemble des basses terres du sud-est du Missouri situé dans la baie du Mississippi (Mississippi embayment (en)), qui comprend des parties des comtés de Butler, Mississippi, Ripley, Scott, Stoddard et l'extrême sud des comtés de Cape Girardeau et Bollinger. Kennett est la plus grande ville de la région.
Jusqu'aux années 1920, le district était une zone de culture de blé par des fermes familiales. À la suite de l'invasion du Charançon du cotonnier, qui a ruiné la récolte de coton en Arkansas, état situé juste au sud du Missouri, les planteurs y ont emménagé. Ils ont acheté les terres pour les convertir en culture de coton, amenant avec eux des milliers de métayers. Après la mécanisation de l'agriculture et d'autres changements dans les années 1930, de nombreuses familles noires ont quitté la région pour se diriger vers le nord lors de la Grande migration. Ces comtés ont une population majoritairement blanche au XXIe siècle, bien que quelques-uns aient d'importantes minorités de Noirs.

## Histoire
Quand le Missouri fut admis dans l'Union, sa frontière fut proposée à l'origine comme une extension du 36°30′ parallèle nord (en) qui formait alors la frontière entre le Kentucky et le Tennessee voisins. Cela aurait exclu le Bootheel. John Hardeman Walker (en), un planteur pionnier dans ce qui est aujourd'hui le comté de Pemiscot, argumenta que cette zone avait plus en commun avec les villes sur le Mississippi de Cape Girardeau, Sainte-Geneviève et Saint Louis dans le Missouri que son incorporation dans le territoire de l'Arkansas. La frontière fut ainsi descendue d'environ 50 miles (80 km) sur le 36e parallèle nord. Il suit ce parallèle sur environ 30 miles (50 km) jusqu'au croisement avec la rivière Saint Francis, et la suit alors jusqu'au 36°30′ parallèle, juste à l'ouest de Campbell.
Selon une histoire apocryphe, dans diverses versions, le Bootheel a été ajouté à l'État en raison de la demande d'un certain Missourien de rester dans l'État « car il avait entendu dire que c'était si maladif en Arkansas... [] plein d'ours, de panthères et de serpents à tête cuivrée, donc ce n'est pas sûr pour les gens civilisés de rester là même la nuit ». Une autre légende dit que cette adaptation a été faite par un arpenteur amoureux pour épargner les sentiments d'une veuve vivant à 50 miles au sud de la frontière du Missouri mais qui ne le savait pas. À une certaine époque, la région était connue localement sous le nom de « Lapland », car c'est l'endroit où le Missouri chevauche (lap) l'Arkansas (avec un jeu de mots, Lapland signifiant aussi Laponie en anglais)
Pendant la guerre de Sécession, un certain nombre de batailles eurent lieu dans cette zone, notamment la bataille de l'île no 10.
Jusqu'au début du XXe siècle, le secteur  était en grande partie couvert de zones humides et de marécages, mais était autrement une zone de production de blé par des fermes familiales. L'exploitation forestière était importante dans les années 1890 jusqu'à la coupe des arbres les plus rentables.
En 1905, le district de drainage de Little River construisit un réseau élaboré de fossés, de canaux et de digues pour drainer les marécages, car les gens pensaient que la meilleure utilisation était l'agriculture. Ils ne comprenaient pas alors la fonction importante des zones humides dans la modification des inondations fluviales.
De 1880 à 1930, la population de la région a plus que triplé ayant fait venir de nombreux travailleurs. Le coton était devenu la principale marchandise. Pendant ce temps, le Charançon du cotonnier ruina la récolte de coton en Arkansas et les planteurs s'installèrent dans le Bootheel, achetèrent des nouvelles terres ou les louèrent à des compagnies d'assurance qui avaient investi dans la région et recrutèrent des milliers de métayers noirs comme travailleurs.
Au cours des années 1910, le Bootheel a connu une vague de violence raciale entre les fermiers blancs et les travailleurs noirs que les propriétaires fonciers avaient fait venir depuis le Sud. Cette compétition entre travailleurs blancs et travailleurs noirs entraîna une période de violence raciale extrême qui a pris la forme de lynchages à New Madrid, Charleston et Caruthersville,.
Contrairement aux autres régions cotonnières du Sud, où les Noirs avaient été privés de leurs droits au début du siècle, ils ont été autorisés à voter au Missouri et ont joué un rôle politique dans cette région. Dans l'ensemble, le pouvoir politique était détenu par des représentants du pouvoir blanc, en particulier le Démocrate JV Conran, des années 1930 aux années 1960. Il travailla en étroite collaboration avec les Noirs de la région. Allié du sénateur puis président Harry S. Truman, Conran bourra les urnes mais il apporta efficacité et gouvernance, et contribua à améliorer les conditions économiques et sociales.
Pendant la Grande Dépression, la Farm Security Administration déclara que le Bootheel était « un paradoxe de terres riches et de gens pauvres ». En 1935, les trois quarts des fermes étaient exploitées par des locataires, pour la plupart noirs. Des radicaux de la Southern Tenant Farmers Union organisèrent des manifestations de centaines de métayers au début de 1939, alléguant que les propriétaires avaient expulsé des masses de locataires parce qu'ils ne voulaient pas partager avec eux les chèques fédéraux AAA. La Farm Security Administration, une agence du New Deal réagit en fournissant des logements locatifs à bas prix à 500 familles de producteurs. Elle accorda 500 000 $ de subventions à 11 000 familles en 1939. La protestation éclata lorsque des éléments du Parti communiste des États-Unis d'Amérique et du Parti socialiste d'Amérique se battirent pour le contrôle.

## Géographie et géologie
Les prélèvements disponibles du Bootheel et de la plupart des comtés du sud-est du Missouri démontrent une géologie du Tertiaire supérieur (plus de 1,8 million d'années) au Quaternaire (d'1,8 million à aujourd'hui), beaucoup plus jeune que les hautes terres voisines. Le point le plus bas de l'État se trouve dans le sud-ouest du comté de Dunklin, le long de la rivière Saint-Francis près d'Arbyrd, à 230 pieds (70 m) au-dessus du niveau de la mer. La zone du Bootheel est notable pour avoir été l'épicentre des tremblements de terre des séismes de 1811-1812 à New Madrid, certains des plus grands tremblements de terre jamais ressentis aux États-Unis.

## Remise en état des marais et inondations

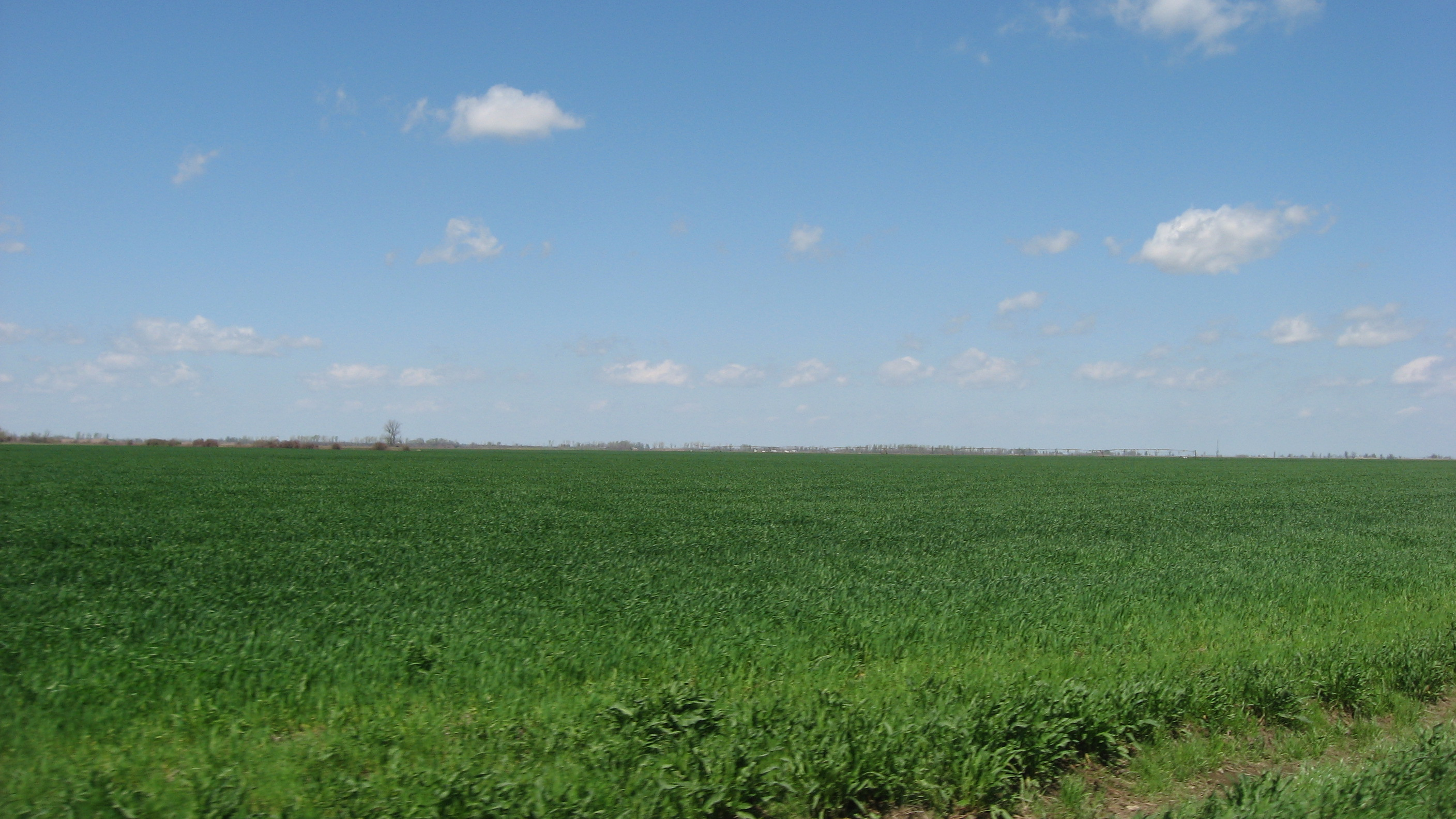
Une scène typique de Bootheel: la plaine inondable du Mississippi dans le sud du comté de Pemiscot

Alors que les glaciers se retiraient vers la fin de la période glaciaire et transformaient la glace en eau liquide, le fleuve Mississippi est devenu plus long et plus large. Au fil du temps, les dépôts de limon du fleuve ont créé certains des sols les plus fertiles du monde, idéaux pour l'agriculture. Les zones autour du Mississippi sont composées d'un régolithe épais d'environ 100 mètres d'épaisseur. Le Bootheel se trouve dans la plaine inondable entre le Mississippi et la rivière St. Francis donc le terrain est très plat. Depuis le défrichage et le drainage des zones humides au début du XXe siècle, il a été principalement développé à des fins agricoles. Avant le 20e siècle, il s'agissait principalement de forêts marécageuses non stabilisées.
Entre 1893 et 1989, les développeurs ont coupé environ 85% des forêts indigènes de la région; la majeure partie du défrichement a été effectuée au cours des premières décennies du 20e siècle. L'ensemble du paysage a été transformé en terres agricoles par l'exploitation forestière extensive, l'assèchement du bassin versant, la canalisation et la construction de structures de contrôle des inondations. De hautes digues le long des deux cours d'eau, un vaste système de fossés de drainage et de canaux de dérivation, ainsi que des lacs contrôlés, des stations de pompage et des coupures protègent la zone contre les inondations. Les sols sont principalement un lœss glaciaire riche et profond, un limon alluvial et un loam sableux, bien adaptés à une utilisation agricole.
Mais les digues ont changé la nature des rivières et, cumulativement, ont aggravé les problèmes d'inondation. Ils empêchent également les dépôts de limon réguliers, car ils ont augmenté la vitesse des rivières. La réduction des zones humides a réduit les habitats importants pour de nombreuses espèces d'oiseaux migrateurs et pour une variété de poissons et d'autres animaux.
Les inondations sont une préoccupation majeure le long du Mississippi. Avec un si grand bassin fluvial et le vaste débit d'eau, le fleuve rend les villes le long de ses rives très sensibles aux fréquentes inondations. Le National Weather Service a indiqué que de 1980 à 2002, neuf inondations aux États-Unis ont provoqué des pertes totales dépassant le milliard de dollars. En termes de pertes financières et d'effets sur la société, l'inondation de 1993 été la pire.

## Zone de faille de New Madrid
Les tremblements de terre sont depuis longtemps fréquents dans la région. La zone sismique de New Madrid est nommé d'après la ville de New Madrid dans le Bootheel. Cette zone de faille est entièrement cachée sous les dépôts alluviaux profonds de la baie du Mississippi. Contrairement à la faille de San Andreas en Californie, elle n'est visible nulle part. Cette zone de faille était responsable d'une série extrêmement puissante de tremblements de terre qui ont secoué la région en 1811 et 1812, connue sous le nom de tremblement de terre de New Madrid. Elle aurait été si puissante qu'elle aurait fait sonner des cloches d'église le long de la côte Est. Un affaissement forma le lac Reelfoot de l'autre côté du fleuve Mississippi, dans l'ouest du Tennessee. Un témoin oculaire des tremblements de terre de 1811 et 1812 a noté:

« Great fissures opened the earth, geysers show mud and rocks hundreds of feet in the air, new hills and ridges heaved up out of the ground, and the river itself ran red with brimstone and sulfur. Whole islands in the river disappeared, the forests went under, the tall oaks snapped like twigs, and violent winds tossed bundles of fallen timbers. Deafening thunder rang to the heavens. Animals went crazy; thousands of birds hovered and screamed. »

## Culture et économie
Le Bootheel (prononcé Boothill dans la région) est à la limite de la culture du delta du Mississippi qui a produit le Delta blues. Sa population noire relativement importante le distingue du reste du Missouri rural. La région a une culture noire rurale unique reflétée dans sa musique, ses églises et d'autres traditions. La population noire varie d'environ 26% dans comté de Pemiscot, à 15% dans le comté de New Madrid et à environ 9% dans le comté de Dunklin.
Le Bootheel avait autrefois une réputation d'anarchie. Les colonies isolées le long des rives du fleuve, à des kilomètres des routes goudronnées, offraient un environnement (et un marché) idéal pour l'alcool de contrebande et les bootleggers[réf. nécessaire].
Culturellement, le Bootheel est considéré comme plus Sudiste que Midwestern. Il a été colonisé en grande partie par des gens du Sud, noirs et blancs. Il fait partie du Mid-South, une région centrée sur la zone métropolitaine de Memphis. Les définitions du Mid-South varient mais incluent en général l'ouest du Tennessee et du Kentucky, le nord du Mississippi, le nord de l'Arkansas et le Missouri Bootheel. L'emplacement des stations de télévision de la région en sont le reflet :
- les filiales de CBS et Fox (KFVS-TV et KBSI, respectivement) sont situées à Cape Girardeau ;
- les affiliés d'ABC incluent WSIL-TV à Harrisburg, Illinois et KAIT à Jonesboro, Arkansas ;
- l'affilié de NBC WPSD-TV est à Paducah, Kentucky ; le canal numérique KAIT-DT2 de Jonesboro est une filiale secondaire.

Sur le plan économique, la zone agricole est l'une des régions les plus pauvres du Missouri. Elle ne bénéficie pas des avantages du tourisme, au contraire de la région des monts Ozarks située à proximité. Il y a un peu d'industrie mais la zone est principalement agricole. En raison de son passé alluvial, le sol riche de la région est idéal pour la culture du soja, du riz et du coton. Certains maraîchage sont cultivés, notamment divers types de cucurbitacées, en particulier les pastèques. Une quantité limitée de bétail est élevée. Contrairement à une grande partie du reste du Missouri, il y a peu de clôtures.
Aucune grande ville n'est située dans le Bootheel. Parmi les viles notables, on peut citer Kennett, le lieu de naissance des chanteurs Sheryl Crow, David Nail et Trent Tomlinson ; et Sikeston, berceau des athlètes professionnels James Wilder Sr., Brandon Barnes et Blake DeWitt. Les limites de la ville de Sikeston relèvent à la fois du comté de Scott et de celui de New Madrid. Cap Girardeau et Poplar Bluff sont souvent considérées comme faisant partie du Bootheel en raison de l'influence que les deux villes ont eu sur le développement de la région, mais aucune n'est située à l'intérieur de ses limites géographiques.
Hornersville, une petite ville du sud du comté de Dunklin, abritait William H. "Major" Ray, un « midget[Quoi ?] » de cirque du XIXe siècle. Il est devenu plus tard connu comme le représentant de la marque de chaussures Buster Brown. Lui et sa femme, Jennie, sont enterrés dans un cimetière à Hornersville. Caruthersville est le siège du comté de Pemiscot.
Les petites villes de Senath et Arbyrd sont également situées dans le comté de Dunklin. Elless abritent une lumière fantôme localement célèbre, parfois appelée « lumière Senath » ou « lumière Arbyrd ». Il se produit entre ces deux villes et plus près de Hollywood près de l'église et du cimetière de Lulu.
Le Missouri Bootheel est le foyer de deux membres du groupe musical Kentucky Headhunters, Doug et Ricky Phelps. Ils firent les études au Southland C-9, les écoles consolidées d'Arbyrd et de Cardwell. Ils se sont produits au Cotton Pickin Festival dans la petite ville d'Arbyrd ; un endroit où ils ont passé beaucoup de temps dans leur enfance et adolescence. Ils ont tous deux joué en tant que frères Phelps, puis Doug est revenu et a joué avec The Kentucky Headhunters. Ce festival est une attraction majeure et attire une foule énorme pour une ville de seulement 550 habitants. Parmi les autres artistes éminents d'Arbyrd, on peut citer T. Graham Brown et The Bellamy Brothers,,.
Dans la partie nord du comté de Dunklin se trouve également la ville de Malden, la maison du chanteur country et rockabilly Narvel Felts.